# Stazione di Sassoferrato Arcevia
La stazione di Sassoferrato Arcevia è una fermata ferroviaria posta lungo la ferrovia Urbino-Fabriano a servizio di Sassoferrato e di Arcevia.

## Storia
La fermata venne inaugurata il 28 aprile 1895 insieme al tronco Pergola-Fabriano della ferrovia Urbino-Fabriano.
Il 20 settembre 1898 venne collegata con Urbino a seguito del completamento della linea Urbino-Fabriano.
Nel 1944, durante il secondo conflitto mondiale, la ferrovia venne seriamente danneggiata dall'esercito tedesco in ritirata, inoltre da quell'anno la tratta Fermignano-Pergola  non fu più riattivata lasciandola in completo abbandono. Al termine del conflitto, la fermata venne riattivata il 20 maggio 1947 contestualmente con la tratta Pergola-Fabriano.
Il 13 novembre 2013 la ferrovia venne chiusa al servizio viaggiatori a causa di un piccolo dilavamento di massicciata, avvenuto nei pressi della fermata di Monterosso Marche.
Nel 2021 è stata riaperta per i treni storici.